# Канівка
Ка́нівка — село в Україні, у Волочиській міській територіальній громаді Хмельницького району Хмельницької області. Населення становить 237 осіб.

## Символіка
Герб та прапор затверджені 17 жовтня 2018р. рішенням №873 XLVII сесії міської ради. Автори - О.М.Басистюк, Г.В.Басистюк, М.Й.Посвистайло, Г.Г.Пасик, К.М.Богатов, В.М.Напиткін.
В зеленому щиті покладений в правий перев'яз срібний меч перерубає покладену в лівий перев'яз золоту блискавку. В главі і базі по срібному ромбу, по сторонах - по білому. Щит вписаний в декоративний картуш і увінчаний золотою сільською короною. Унизу картуша напис "КАНІВКА".
Герб символізує легенду по першого поселенця, який мечем перерубав блискавку, таким чином убезпечивши село від блискавок, і поклав чотири охоронні камені по чотирьох кутках села.

## Історія
Село розташоване на високому лівому березі річки Збруч. На південній околиці села виявлені залишки поселення ранньої залізної доби та черняхівської культури. В історичних документах Канівка згадується з 1782 року. На той час в селі було 75 дворів, а в церкві 483 прихожан. Канівка входила до земель, що знаходились у володінні панів Джевецьких. Після 2-го поділу Речі Посполитої село відійшло до складу Російської Імперії. Відносилось по адміністративному поділу до Проскурівського повіту, Сарнівської волості Подільської губернії. Була в Канівці церковно-парафіяльна школа, відкрита у 1898 році, кордон Тарнорудського загону 3 – го відділу окремого корпусу прикордонної сторожі. 
В 1892 році в селі налічувалося 139 дворів і 634 жителі. Біля села знаходились фільварок Івана Гродзинського (2 двори в яких проживало 19 чоловік) та фільварок Ігнатія Гродзинського (2 двори в яких проживало 6 чоловік). До 1904 року село значно збільшилося - у ньому вже було 175 дворів і 783 жителі.
7 (20) листопада 1917 року, відповідно до Третього Універсалу Української Центральної Ради, увійшло до складу Української Народної Республіки.
У роки Громадянської війни село не оминули важкі бої між військами Директорії та більшовиками, а також об'єднаними підрозділами українсько-польських військ та більшовицьких окупантів. Також в районі села, із території Західної України, переправлялись на Велику Україну загони Української Галицької армії.  По закінченні Громадянської війни в Канівці було встановлено владу совітів і село знову стало прикордонним, до 1939 року. На південній околиці села було побудовано прикордонну заставу.
На початку 30-х років XX ст. селом прокотилась хвиля т.зв. розкуркулення, внаслідок чого багато селянських родин радянською владою було фактично пограбовано та вигнано із власних осель. Частину з них було вислано у віддалені райони Радянського Союзу, інших ув'язнено в таборах. Про Голодомор 1932-1933 рр. в Канівці відомо зі спогадів очевидців, проте кількість жертв невідома. Також Канівку не оминули депортації польського населення у 1935-36 рр. та "Сталінський терор" 1937 року.
У червні 1941 року Німеччина напала на СРСР. Стрімкий наступ німецьких військ змусив відступати частини РСЧА в глибину країни. Радянське командування ухвалило рішення закріпитись на ділянці "старого кордону". Неподалік села Червона армія облаштувала оборонні позиції, які так і не застосували, продовжуючи відступати на схід. У липні цього ж року Канівка була окупована нацистами.
24 січня 1944 року в селі Канівка відбувся один із найбільших боїв УПА із частинами Вермахту, про що було зафіксовано в повстанських архівних документах:
"А третій бій відбувся в селі Канівка. Це село Канівка лежить в степу Кам’янець-Подільської області, над Збручем. З обставин маршруту ми заквартирували вже дньом в цім селі. В других селах стояло довкола повно німаків. В десятій годині дня зачався бій з кількакратно більшою силою німаків. Німаки зайняли вже були половину села, коли сотенний Сокіл у завзятім бою вигнав німаків із села. Було так, що ішли на рукопашні бої, кидали гранати через хати і так вигнали німаків із села. У той час командир Саблюк вислав горою за селом чоту, котра спричинила собою панічний відступ німаків. Цілий день німаки наступали, щоб знову захопити село, але всі наступи були відбиті з великими німецькими втратами. Аж надвечір німці вжили танків і літаків та й запалили те село, де наше військо містилось. Тоді ми мусіли відступити. Скористалися ми тим, що дим із горючого села нісся на поле і тим зробив нам добру заслону до відступу. Втрати по нашій стороні 4 убитими, а німаків 222. […] Далі відділ потяг у Галичину"
В результаті цього бою, нацистами село було повністю спалено – 132 жилих будинки, всі колгоспні споруди, 80 жителів Канівки розстріляли, спалили живцем, 54 колгоспники погнали у нацистське рабство до Третього Рейху.  День 24 січня 1944 року став роковим для жителів с. Канівка – 75 чоловік було вбито за один день. 
В березні 1944 року під час весняного бездоріжжя уральські танкісти І мотострілецької бригади Десятого Гвардійського Уральського танкового корпусу вступили на Волочищину і вигнали нацистських окупантів. Бої за Канівку, Петрівку і Поляни продовжувалися від 12 по 15 березня.
Війна важко відбилася на економіці села, але люди працювали і домагалися високих показників. Змінилося село у роки розбудови. Тут збудовано 8 нових тваринницьких приміщень, кузню, майстерню, Будинок Культури на 250 місць, бібліотеку. У липні 1963 року колгосп „Комунар” – с. Канівка і артіль ім. Леніна об'єдналися.
12 червня 2020 року, відповідно до розпорядження Кабінету Міністрів України № 727-р «Про визначення адміністративних центрів та затвердження територій територіальних громад Хмельницької області», увійшло до складу Волочиської міської громади.
19 липня 2020 року, в результаті адміністративно-територіальної реформи та ліквідації Волочиського району, увійшло до складу новоутвореного Хмельницького району.

## Сьогодення
Сьогодні у Канівці діють сільський клуб на 250 місць, фельдшерсько-акушерський пункт, фермерське господарство агрокомпанії " Vitagro" та 1 заклад торгівлі. У приміщенні колишньої початкової школи відкрито костел та православний молитовний дім. На даний час у селі 106 дворів та проживає 237 чоловік.